# Deutsche Freie-Partie-Meisterschaft 2004/05
Die Deutsche Freie-Partie-Meisterschaft 2004/05 ist eine Billard-Turnierserie und fand vom 8. bis zum 10. Oktober 2004 in Hasselt zum 37. Mal statt.

## Geschichte
Mit dem achten Sieg bei einer Deutschen Freie-Partie-Meisterschaft baute der Bochumer Thomas Nockemann seine Rekordserie weiter aus. Während des ganzen Turniers kam er in keinem Match ernsthaft in Bedrängnis und gewann somit auch das Finale gegen Markus Dömer sicher mit 300:2 in zwei Aufnahmen. Den dritten Platz belegte der junge Christian Mooren vom ausrichtenden BSV Hasselt vor dem für München angetretenen Udo Mielke.
Die Ergebnisse sind aus eigenen Unterlagen. Ergänzt wurden die Ergebnisse aus der österreichischen Billard-Zeitung Billard und der Enzyklopädie des Billardsports.

## Modus
Gespielt wurden drei Vorrundengruppen à vier Spieler im Round-Robin-Modus bis 300 Punkte. Die drei Gruppensieger und der beste Gruppenzweite kamen ins Halbfinale und spielten den Sieger aus
Die Endplatzierung ergab sich aus folgenden Kriterien:
1. Matchpunkte
2. Generaldurchschnitt (GD)
3. Höchstserie (HS)

## Teilnehmer
1. Thomas Berger (Wiesbaden)
2. Jens Boertz (Essen)
3. Sven Daske (Hamburg)
4. Markus Dömer (Castrop-Rauxel)
5. Jens Fischer (Hasselt)
6. Carsten Lässig (Coesfeld)
7. Ronny Lindemann (Herne)
8. Udo Mielke (München)
9. Christian Mooren (Hasselt)
10. Thomas Nockemann (Bochum)
11. Holger Ortmeier (Duisburg)
12. Arnd Riedel (Wedel)

## Turnierverlauf

### Gruppenphase
| MP    | Match Points (Sieger = 2; Unentschieden = 1; Verlierer = 0) |
| Pkte. | Erzielte Karambolagen                                       |
| Aufn. | Benötigte Versuche                                          |
| GD    | Generaldurchschnitt                                         |
| BED   | Bester Einzeldurchschnitt eines Spielers                    |
| HS    | Höchstserie                                                 |
|       | Bester GD des Turniers                                      |
|       | Bester ED des Turniers                                      |
|       | Beste HS des Turniers                                       |
|       | 1. Platz (Gold)                                             |
|       | 2. Platz (Silber)                                           |
|       | 3. Platz (Bronze)                                           |

| Platz | Name         | MP  | Pkte. | Aufn. | GD    | BED    | HS  |
| ----- | ------------ | --- | ----- | ----- | ----- | ------ | --- |
| 1     | Markus Dömer | 6:0 | 900   | 17    | 52,94 | 150,00 | 188 |
| 2     | Jens Boertz  | 4:2 |       |       | 30,85 | 33,33  | 119 |
| 3     | Arnd Riedel  | 2:4 |       |       | 15,07 | 37,50  | 174 |
| 4     | Jens Fischer | 0:6 |       |       | 24,36 | –      | 231 |

| Platz | Name             | MP  | Pkte. | Aufn. | GD    | BED    | HS  |
| ----- | ---------------- | --- | ----- | ----- | ----- | ------ | --- |
| 1     | Christian Mooren | 4:2 |       |       | 44,20 | 60,00  | 226 |
| 2     | Carsten Lässig   | 3:3 |       |       | 79,20 | 150,00 | 300 |
| 3     | Sven Daske       | 3:3 |       |       | 55,63 | 150,00 | 300 |
| 4     | Thomas Berger    | 2:4 |       |       | 34,85 | 75,00  | 200 |

| Platz | Name             | MP  | Pkte. | Aufn. | GD     | BED    | HS  |
| ----- | ---------------- | --- | ----- | ----- | ------ | ------ | --- |
| 1     | Thomas Nockemann | 6:0 | 900   | 8     | 112,50 | 150,00 | 299 |
| 2     | Udo Mielke       | 4:2 |       |       | 53,53  | 75,00  | 186 |
| 3     | Ronny Lindemann  | 2:4 |       |       | 64,30  | 150,00 | 165 |
| 4     | Holger Ortmeier  | 0:6 |       |       | 11,07  | –      | 45  |

### Finalrunde
| 1. Halbfinale    |     |     |    |        |        |     |
| Thomas Nockemann | 2:0 | 300 | 2  | 150,00 | 150,00 | 228 |
| Udo Mielke       | 0:2 | 6   | 2  | 3,00   | –      | 6   |
| 2. Halbfinale    |     |     |    |        |        |     |
| Markus Dömer     | 2:0 | 300 | 10 | 30,00  | 30,00  | 216 |
| Christian Mooren | 0:2 | 227 | 10 | 22,70  | –      | 174 |

| Spiel um Platz 3 |     |     |   |        |        |     |
| Udo Mielke       | 0:2 | 70  | 2 | 35,00  | –      | 62  |
| Christian Mooren | 2:0 | 300 | 2 | 150,00 | 150,00 | 300 |
| Finale           |     |     |   |        |        |     |
| Thomas Nockemann | 2:0 | 300 | 2 | 150,00 | 150,00 | 300 |
| Markus Dömer     | 0:2 | 24  | 2 | 12,00  | –      | 21  |

### Abschlusstabelle
| MP    | Match Punkte (Sieger = 2; Unentschieden = 1; Verlierer = 0) |
| SV    | Satzverhältnis (nur bei Turnieren im Satzsystem)            |
| Pkte. | Erzielte Karambolagen                                       |
| Aufn. | benötigte Aufnahmen                                         |
| GD    | Generaldurchschnitt                                         |
| MGD   | Mannschafts-Generaldurchschnitt                             |
| BED   | Bester Einzeldurchschnitt eines Spielers                    |
| BEMD  | Bester Einzeldurchschnitt einer Mannschaft                  |
| BSD   | Bester Satzdurchschnitt eines Spielers                      |
| HS    | Höchstserie                                                 |
| WRP   | Weltranglistenpunkte                                        |

| Klassement                 | Klassement       | Klassement | Klassement | Klassement | Klassement | Klassement | Klassement | Klassement | Klassement |
| Platz                      | Name             | MP         | Pkte.      | Aufn.      | GD         | BED        | HS         |            |            |
| -------------------------- | ---------------- | ---------- | ---------- | ---------- | ---------- | ---------- | ---------- | ---------- | ---------- |
| 1                          | Thomas Nockemann | 10:0       | 1500       | 12         | 125,00     | 150,00     | 300        |            |            |
| 2                          | Markus Dömer     | 8:2        | 1224       | 29         | 42,20      | 150,00     | 216        |            |            |
| 3                          | Christian Mooren | 6:4        |            |            | 44,07      | 150,00     | 300        |            |            |
| 4                          | Udo Mielke       | 4:6        |            |            | 46,26      | 75,00      | 186        |            |            |
| 5                          | Jens Boertz      | 4:2        |            |            | 30,85      | 33,33      | 119        |            |            |
| 6                          | Carsten Lässig   | 3:3        |            |            | 79,20      | 150,00     | 300        |            |            |
| 7                          | Sven Daske       | 3:3        |            |            | 55,63      | 150,00     | 300        |            |            |
| 8                          | Ronny Lindemann  | 2:4        |            |            | 64,30      | 150,00     | 165        |            |            |
| 9                          | Arnd Riedel      | 2:4        |            |            | 15,07      | 37,50      | 174        |            |            |
| 10                         | Thomas Berger    | 2:4        |            |            | 34,85      | 75,00      | 200        |            |            |
| 11                         | Jens Fischer     | 0:6        |            |            | 24,36      | –          | 231        |            |            |
| 12                         | Holger Ortmeier  | 0:6        |            |            | 11,07      | –          | 45         |            |            |
| Turnierdurchschnitt: 42,02 |                  |            |            |            |            |            |            |            |            |